# Női egyéni műkorcsolya az 1928. évi téli olimpiai játékokon
Az 1928. évi téli olimpiai játékokon a műkorcsolya női egyéni versenyszámát február 14-én és 15-én rendezték. Az aranyérmet a norvég Sonja Henie nyerte. Magyar versenyző nem vett részt a versenyen.

## Eredmények
Hét bíró pontozta a versenyzőket. A pontok alapján a bírók mindegyikénél külön-külön kialakult egy sorrend, az egyes szakaszokban (kötelező elemek, kűr) és az összesítésnél is, ez egy helyezési pontszámot is jelentett. Az egyes szakaszok, valamint az összesítés eredménye a következő kritériumok alapján alakult ki:
1. „Többségi helyezések száma”. Az a versenyző végzett előrébb, akit a bírók többsége előrébb rangsorolt. A bírók többsége azt jelentette, hogy a legjobb 4 helyezést adó bíró helyezési pontszámait vették figyelembe, de ha a 4. bíró helyezésével még volt azonos helyezés, akkor az(oka)t is figyelembe vették. Ezt az adatot tartalmazza az oszlop. (Pl. a „6×3+” azt jelenti, hogy a versenyző 6 bírónál az első 3 hely valamelyikén végzett.)
2. „Helyezések összege” (az összes bíró helyezési pontszámainak összege)
3. „Pont” (az összes bíró által adott összpontszám)
4. A kötelező elemek pontszáma

### Kötelező elemek
A kötelező programot február 14-én rendezték.
| Hely. | Versenyző               | Nemzet                 | Többségi helyezések száma | Helyezések összege | Pont    |
| ----- | ----------------------- | ---------------------- | ------------------------- | ------------------ | ------- |
| 1.    | Sonja Henie             | Norvégia (NOR)         | 6×1+                      | 9,0                | 1402,50 |
| 2.    | Cecil Smith             | Kanada (CAN)           | 4×2+                      | 26,0               | 1310,25 |
| 3.    | Maribel Vinson          | Egyesült Államok (USA) | 4×3+                      | 24,5               | 1308,00 |
| 4.    | Beatrix Loughran        | Egyesült Államok (USA) | 5×6+                      | 33,0               | 1302,25 |
| 5.    | Constance Wilson-Samuel | Kanada (CAN)           | 4×5+                      | 39,0               | 1250,00 |
| 6.    | Friederike Burger       | Ausztria (AUT)         | 4×6+                      | 39,0               | 1247,50 |
| 7.    | Melitta Brunner         | Ausztria (AUT)         | 4×6+                      | 44,5               | 1219,75 |
| 8.    | Ellen Brockhöft         | Németország (GER)      | 4×10+                     | 68,0               | 1158,00 |
| 9.    | Theresa Blanchard       | Egyesült Államok (USA) | 4×10+                     | 69,0               | 1174,00 |
| 10.   | Kathleen Shaw           | Nagy-Britannia (GBR)   | 4×10+                     | 72,0               | 1165,50 |
| 11.   | Ilse Hornung            | Ausztria (AUT)         | 4×11+                     | 70,0               | 1153,75 |
| 12.   | Margit Bernhardt        | Németország (GER)      | 4×12+                     | 89,0               | 1097,00 |
| 13.   | Edel Randem             | Norvégia (NOR)         | 5×13+                     | 84,0               | 1114,25 |
| 14.   | Karen Simensen          | Norvégia (NOR)         | 4×13+                     | 82,0               | 1080,75 |
| 15.   | Grete Kubitschek        | Ausztria (AUT)         | 4×15+                     | 104,5              | 1024,50 |
| 16.   | Else Flebbe             | Németország (GER)      | 6×16+                     | 108,0              | 1021,00 |
| 17.   | Andrée Joly             | Franciaország (FRA)    | 5×17+                     | 118,5              | 961,00  |
| 18.   | Elly Winter             | Németország (GER)      | 5×18+                     | 124,0              | 956,50  |
| 19.   | Elvira Barbey           | Svájc (SUI)            | 4×18+                     | 126,0              | 930,50  |
| 20.   | Anita de St. Quentin    | Franciaország (FRA)    | 7×20+                     | 140,0              | 662,50  |

### Kűr
A kűrt február 15-én rendezték. A pontszám a bírók által adott pontok 13-szorosa.
| Hely. | Versenyző               | Nemzet                 | Többségi helyezések száma | Helyezések összege | Pont   |
| ----- | ----------------------- | ---------------------- | ------------------------- | ------------------ | ------ |
| 1.    | Sonja Henie             | Norvégia (NOR)         | 5×1+                      | 8,0                | 1049,8 |
| 2.    | Friederike Burger       | Ausztria (AUT)         | 4×2+                      | 18,0               | 1001,0 |
| 3.    | Andrée Joly             | Franciaország (FRA)    | 4×4+                      | 31,5               | 949,0  |
| 4.    | Constance Wilson-Samuel | Kanada (CAN)           | 5×6+                      | 39,5               | 923,0  |
| 5.    | Beatrix Loughran        | Egyesült Államok (USA) | 4×6+                      | 36,0               | 952,3  |
| 6.    | Maribel Vinson          | Egyesült Államok (USA) | 4×7+                      | 42,5               | 916,5  |
| 7.    | Ilse Hornung            | Ausztria (AUT)         | 5×8+                      | 48,5               | 897,0  |
| 8.    | Cecil Smith             | Kanada (CAN)           | 5×7+                      | 50,5               | 903,5  |
| 9.    | Melitta Brunner         | Ausztria (AUT)         | 4×10+                     | 63,5               | 867,8  |
| 10.   | Ellen Brockhöft         | Németország (GER)      | 4×11+                     | 74,0               | 845,0  |
| 11.   | Elly Winter             | Németország (GER)      | 4×13+                     | 86,5               | 809,0  |
| 12.   | Else Flebbe             | Németország (GER)      | 4×12+                     | 88,0               | 812,5  |
| 13.   | Margit Bernhardt        | Németország (GER)      | 4×12+                     | 94,5               | 793,0  |
| 14.   | Theresa Blanchard       | Egyesült Államok (USA) | 4×12+                     | 94,5               | 796,3  |
| 15.   | Edel Randem             | Norvégia (NOR)         | 4×15+                     | 104,5              | 767,0  |
| 16.   | Elvira Barbey           | Svájc (SUI)            | 4×14+                     | 108,0              | 718,3  |
| 17.   | Grete Kubitschek        | Ausztria (AUT)         | 5×17+                     | 112,0              | 754,0  |
| 18.   | Karen Simensen          | Norvégia (NOR)         | 4×16+                     | 115,0              | 731,0  |
| 19.   | Kathleen Shaw           | Nagy-Britannia (GBR)   | 4×17+                     | 115,0              | 734,5  |
| 20.   | Anita de St. Quentin    | Franciaország (FRA)    | 7×20+                     | 140,0              | 451,8  |

### Végeredmény
| Helyezés | Versenyző               | Nemzet                 | Helyezési pontszámok bírónként | Helyezési pontszámok bírónként | Helyezési pontszámok bírónként | Helyezési pontszámok bírónként | Helyezési pontszámok bírónként | Helyezési pontszámok bírónként | Helyezési pontszámok bírónként | Több. hely. száma | Hely. össz. | Pont   |
| Helyezés | Versenyző               | Nemzet                 | 1                              | 2                              | 3                              | 4                              | 5                              | 6                              | 7                              | Több. hely. száma | Hely. össz. | Pont   |
| -------- | ----------------------- | ---------------------- | ------------------------------ | ------------------------------ | ------------------------------ | ------------------------------ | ------------------------------ | ------------------------------ | ------------------------------ | ----------------- | ----------- | ------ |
| Arany    | Sonja Henie             | Norvégia (NOR)         | 1,0                            | 1,0                            | 1,0                            | 1,0                            | 2,0                            | 1,0                            | 1,0                            | 6×1+              | 8           | 2452,3 |
| Ezüst    | Friederike Burger       | Ausztria (AUT)         | 3,0                            | 2,0                            | 4,0                            | 5,0                            | 6,0                            | 3,0                            | 2,0                            | 4×3+              | 25          | 2248,5 |
| Bronz    | Beatrix Loughran        | Egyesült Államok (USA) | 7,0                            | 3,0                            | 2,0                            | 4,0                            | 1,0                            | 6,0                            | 5,0                            | 4×4+              | 28          | 2254,5 |
| 4.       | Maribel Vinson          | Egyesült Államok (USA) | 4,0                            | 5,0                            | 5,0                            | 3,0                            | 3,0                            | 4,0                            | 8,0                            | 4×4+              | 32          | 2224,5 |
| 5.       | Cecil Smith             | Kanada (CAN)           | 6,0                            | 4,0                            | 3,0                            | 2,0                            | 5,0                            | 5,0                            | 7,0                            | 5×5+              | 32          | 2213,8 |
| 6.       | Constance Wilson-Samuel | Kanada (CAN)           | 5,0                            | 6,0                            | 6,0                            | 6,0                            | 4,0                            | 2,0                            | 6,0                            | 7×6+              | 35          | 2173,0 |
| 7.       | Melitta Brunner         | Ausztria (AUT)         | 2,0                            | 7,0                            | 8,0                            | 10,0                           | 8,0                            | 9,0                            | 4,0                            | 5×8+              | 48          | 2087,5 |
| 8.       | Ilse Hornung            | Ausztria (AUT)         | 8,0                            | 9,0                            | 10,0                           | 8,0                            | 9,0                            | 7,0                            | 3,0                            | 4×8+              | 54          | 2050,8 |
| 9.       | Ellen Brockhöft         | Németország (GER)      | 12,0                           | 11,0                           | 9,0                            | 7,0                            | 11,0                           | 8,0                            | 9,0                            | 4×9+              | 67          | 2003,0 |
| 10.      | Theresa Blanchard       | Egyesült Államok (USA) | 11,0                           | 10,0                           | 16,0                           | 9,0                            | 7,0                            | 11,0                           | 13,0                           | 5×11+             | 77          | 1970,3 |
| 11.      | Andrée Joly             | Franciaország (FRA)    | 15,0                           | 8,0                            | 14,0                           | 11,0                           | 13,0                           | 15,0                           | 10,0                           | 4×13+             | 86          | 1910,0 |
| 12.      | Margit Bernhardt        | Németország (GER)      | 14,0                           | 17,0                           | 15,0                           | 12,0                           | 12,0                           | 10,0                           | 11,0                           | 4×12+             | 91          | 1890,0 |
| 13.      | Edel Randem             | Norvégia (NOR)         | 9,0                            | 13,0                           | 12,0                           | 16,0                           | 14,0                           | 13,0                           | 17,0                           | 4×13+             | 94          | 1881,3 |
| 14.      | Kathleen Shaw           | Nagy-Britannia (GBR)   | 16,0                           | 14,0                           | 7,0                            | 15,0                           | 10,0                           | 18,0                           | 15,0                           | 5×15+             | 95          | 1900,0 |
| 15.      | Else Flebbe             | Németország (GER)      | 13,0                           | 16,0                           | 18,0                           | 17,0                           | 15,0                           | 12,0                           | 12,0                           | 4×15+             | 103         | 1833,5 |
| 16.      | Karen Simensen          | Norvégia (NOR)         | 10,0                           | 12,0                           | 17,0                           | 13,0                           | 16,0                           | 17,0                           | 19,0                           | 4×16+             | 104         | 1811,8 |
| 17.      | Grete Kubitschek        | Ausztria (AUT)         | 17,0                           | 15,0                           | 11,0                           | 19,0                           | 17,0                           | 16,0                           | 14,0                           | 4×16+             | 109         | 1778,5 |
| 18.      | Elly Winter             | Németország (GER)      | 18,0                           | 19,0                           | 13,0                           | 18,0                           | 19,0                           | 14,0                           | 16,0                           | 5×18+             | 117         | 1765,5 |
| 19.      | Elvira Barbey           | Svájc (SUI)            | 19,0                           | 18,0                           | 19,0                           | 14,0                           | 18,0                           | 19,0                           | 18,0                           | 4×18+             | 125         | 1648,8 |
| 20.      | Anita de St. Quentin    | Franciaország (FRA)    | 20,0                           | 20,0                           | 20,0                           | 20,0                           | 20,0                           | 20,0                           | 20,0                           | 7×20+             | 140         | 1114,3 |